# Didymoglossum fructuosum
Espèce
Didymoglossum fructuosum est une espèce de fougères de la famille des Hyménophyllacées. 

## Description
Didymoglossum fructuosum est classé dans le sous-genre Didymoglossum.
Cette espèce a les caractéristiques suivantes :
- un long rhizome traçant, densément couvert de poils bruns à noirâtres et sans racines
- un limbe est irrégulier, segmenté une fois au plus, les segments étant lobés, et n'atteignant que 2 cm au plus
- les frondes fertiles portent des sores plus nombreux que la majorité des espèces du genre Didymoglossum et qui se trouvent aux extrémités des segments ; ce caractère est à l'origine de l'épithète spécifique donné par Antoine Apollinaire Fée
- la nervuration n'est pas très dense et les fausses nervures sont peu nombreuses ; ces dernières sont parallèles aux vraies nervures mais il n'existe pas de fausses nervures submarginales (caractéristique du sous-genre)
- une nervuration catadrome.
- une indusie tubulaire, aux lèvres très marquées et dont les cellules sont distinctes des tissus du limbe ; la columelle est très courte.

## Distribution
Cette espèce, presque strictement épiphyte, est présente en Amérique tropicale et aux Caraïbes (Guadeloupe).